# Superman ’78
Superman ’78 (с англ. — «Супермен ’78») — ограниченная серия супергеройских комиксов от DC Comics, сюжетно продолжающая события фильма Ричарда Доннера «Супермен» (1978) с Кристофером Ривом в главной роли.
Первый том из шести выпусков выходил с 24 августа 2021 по 25 января 2022 года. Роберт Вендитти, сценарист серии, в июле 2022 года сообщил, что работает над продолжением комикса. Superman ’78: The Metal Curtain, — второй том, — был анонсирован DC Comics 17 августа 2023 года; дебютный номер вышел 7 ноября 2023 года, последний — 2 апреля 2024 года.

## Публикации
- Superman ’78 #1 (24 августа 2021)[5]: первое появление Брейниака.
- Superman ’78 #2 (28 сентября 2021)[6]
- Superman ’78 #3 (2 ноября 2021)[7]
- Superman ’78 #4 (23 ноября 2021)[8]
- Superman ’78 #5 (28 декабря 2021)[9]
- Superman ’78 #6 (25 января 2022)[10]
- Superman ’78: The Metal Curtain #1 (7 ноября 2023)[3]
- Superman ’78: The Metal Curtain #2[11]
- Superman ’78: The Metal Curtain #3 (2 января 2024)[12]
- Superman ’78: The Metal Curtain #4 (6 февраля 2024)[13]
- Superman ’78: The Metal Curtain #5 (5 марта 2024)[14]
- Superman ’78: The Metal Curtain #6 (2 апреля 2024)[4]

### Коллекционные издания
- В твёрдом переплёте (ISBN 1779512651), DC Comics, 2022.

## Оценки
Superman ’78 получил положительные отзывы от критиков, набрав на агрегаторе ComicBookRoundup среднюю оценку в 8,3 балла на основе 88 отзывов.

## Вселенная
Комикс Dark Crisis: Big Bang #1 объединил действие Superman ’78 и фильмов Ричарда Доннера о Супермене с событиями фильмов Тима Бёртона о Бэтмене, включая серию комиксов Batman ’89, в одну вселенную — «Землю-789».